# Turritopsis dohrnii
Turritopsis dohrnii även känd som odödlig manet, är en nässeldjursart som först beskrevs av Weismann 1883. Den är en av få arter som vid livshotande fara kan återgå till ett tidigare utvecklingsstadium, en process som kan upprepas om och om igen och som gör djuret potentiellt biologiskt odödligt. I praktiken dör dock många av sjukdom eller av att bli uppätna av rovdjur. Turritopsis dohrnii ingår i släktet Turritopsis och familjen Oceanidae. Inga underarter finns listade i Catalogue of Life.